# 8041 Masumoto
8041 Masumoto eller 1993 VR2 är en asteroid i huvudbältet som upptäcktes den 15 november 1993 av den japanska amatörastronomen Fumiaki Uto vid Kashihara-observatoriet. Den är uppkallad efter Takeji Masumoto.
Asteroiden har en diameter på ungefär 9 kilometer och den tillhör asteroidgruppen Eunomia.